# Pleurothallis campestris
Pleurothallis campestris är en orkidéart som beskrevs av João Barbosa Rodrigues. Pleurothallis campestris ingår i släktet Pleurothallis och familjen orkidéer. Inga underarter finns listade i Catalogue of Life.

## Bildgalleri

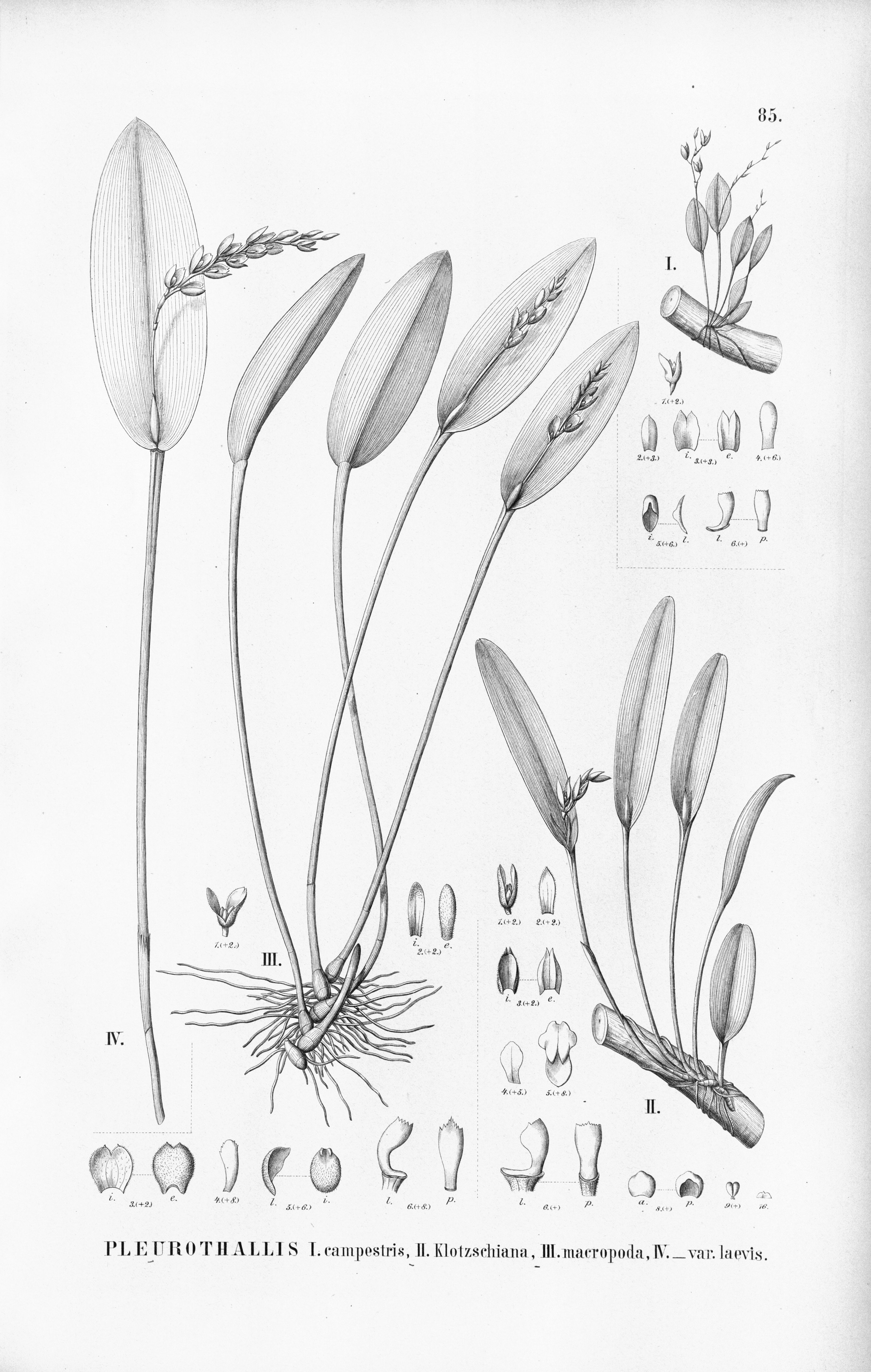